# TK 90X
El TK90X fue el primer ordenador clónico brasileño del ZX Spectrum, fabricado en la década de 1980 por Microdigital Eletronica, una empresa de São Paulo, que había manufacturado también otros clónicos del ZX81 anteriormente (TK 82, TK 82C, TK 83 y TK 85) y del ZX80 (TK 80).
Había dos versiones: 16 kbytes y 48 kbytes de RAM, ambas, con el mismo procesador: un Z80A funcionando a 3.5 MHz, un chip ROM, más chips RAM (antiguas rams dinámicas, modelos 4116 y 4416).
Contaba con un intérprete de BASIC.

## Incompatibilidades
La máquina de Microdigital incorporaba algunas modificaciones en la memoria ROM que eran un pequeño upgrade a las ROMs originales del ZX Spectrum. Así, el TK90X no era 100% compatible con el ZX Spectrum Sin embargo, la mayoría de los programas escritos para el ZX Spectrum funcionaba sin problemas en el TK-90X (aproximadamente 90 a 95%). Este hecho fue uno de los motivos del gran éxito de este computador, pues había cientos de títulos de software disponibles cuando fue lanzado en Brasil.
Las dos principales modificaciones introducidas en el Sinclair BASIC fueron la incorporación de los comandos UDG (User Defined Graphics, gráficos definidos por el usuario), con los caracteres acentuados del portugués y del español, y TRACE, para "depurar" programas en BASIC. Aparte de esto, el TK contaba con un editor de caracteres UDG (comando 'UDG 2') en ROM, lo que hacía fácil y muy sencillo el cambio de juegos de caracteres.
Otra mejora fue que el audio se modulaba en la salida de RF, por lo cual se escuchaba en el parlante del TV. La TK90X no tiene parlante.
Los problemas de incompatibilidad fueron parcialmente resueltos con el lanzamiento del sucesor del  TK-90X, el TK95.

## Especificaciones técnicas

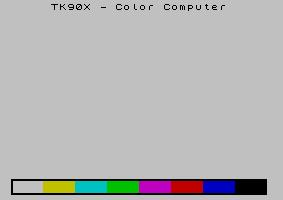
Pantalla de inicio del TK-90X.

- Procesador: Zilog Z-80A (3,58 MHz)
- Memoria ROM: 16 KBytes
- Memoria RAM: 16 o 48 KBytes
- Programación: Ensamblador y BASIC
- Expansión: Interface RS-232
- Joystick: Entrada de 9 pines similar al de la Atari 2600
- Texto: 24 líneas x 32 columnas
- Gráficos: 192 x 256 pixels
- Alimentación: 9 voltios (corriente continua)
- Dimensiones: 23,4 x 14,5 x 4,3 cm
- Peso: 0,5 kg